# El infierno de todos tan temido
El infierno de todos tan temido és una pel·lícula mexicana de 1979, dirigida per Sergio Olhovich, basada en el llibre homònim de Luis Carrión. Va ser produïda per Conacine i protagonitzada per Manuel Ojeda. Es va començar a rodar el 29 de gener de 1979 als Estudios Churubusco i en el Hospital Psiquiàtric de Tlalpan. Es va estrenar a Mèxic el 10 de setembre de 1981 als cinemes Tlatelolco, Dolores del Río, Ermita, Marina, Bahía, Colonial i Elvira.

## rgument
Un jove escriptor que ha estat part del moviment estudiantil del 68 tracta de refer la seva vida després del conflicte però es veu atrapat en l'alcohol i les drogues. A causa de la depressió, les seves addiccions i les seves conflictives postures polítiques, és internat en un manicomi. Aquí troba la manera de liderar una rebel·lió dels interns en contra de les autoritats per a lluitar contra les represàlies que sofrien, d'aquesta manera pot canalitzar els turments que l'afligien.

## Repartiment
- Manuel Ojeda com Jacinto Chontal.
- Diana Bracho com Andrea.
- Delia Casanova
- Jorge Humberto Robles
- Noé Murayama
- Gabriel Retes
- Leonor Llausás
- Abel Woolrich
- Lina Montes
- José Nájera
- Jorge Victoria
- Ignacio Retes

## Premis
En la XXII edició dels Premis Ariel va rebre el Premi Ariel al millor actor i el Premi Ariel a la millor coactuació femenina.